# 白昼の幻想
『白昼の幻想』（はくちゅうのげんそう、原題: The Trip）は1967年のアメリカ合衆国の映画。俳優のジャック・ニコルソンが、脚本家として参加。

## あらすじ
離婚寸前の男がLSDを服用しようとする。

## キャスト
- ピーター・フォンダ
- デニス・ホッパー
- ブルース・ダーン
- スーザン・ストラスバーグ

## スタッフ
- 監督：ロジャー・コーマン
- 脚本：ジャック・ニコルソン